# Passage de l'Île-Louviers
Passage de l'Île-Louviers är en passage i Quartier de l'Arsenal i Paris fjärde arrondissement. Gatan är uppkallad efter den före detta ön Île Louviers. 

## Omgivningar
- Saint-Paul-Saint-Louis
- Cour de l'Île-Louviers

## Bilder
| - Passage de l'Île-Louviers. - Île Louviers på Truschets och Hoyaus karta över Paris från år 1552. - Saint-Paul-Saint-Louis. - Cour de l'Île-Louviers. |

## Kommunikationer
- Tunnelbana – linje  – Sully – Morland
- Busshållplats Sully – Morland – Paris bussnät

### Webbkällor
- Hidalgo, Anne (12 oktober 2021). ”Agrément des dénominations des voies privées C/4 «cour de l’Île Louviers» et D/4 «passage de l’Île Louviers» à Paris 4e” (på franska) ( PDF). Bulletin Officiel de la Ville de Paris, vol. 2021-082. sid. 4965–4966. Arkiverad från originalet den 16 oktober 2023. https://archive.md/wip/qOjdy. Läst 16 oktober 2023.